# Gmina Trzcianne
Die Gmina Trzcianne ist eine Landgemeinde im Powiat Moniecki der Woiwodschaft Podlachien, Polen. Ihr Sitz ist das gleichnamige Dorf (litauisch Tžcianai) mit etwa 600 Einwohnern.

## Gliederung
Zur Landgemeinde Trzcianne gehören 21 Ortschaften mit einem Schulzenamt:
Boguszewo
Boguszki
Brzeziny
Chojnowo
Giełczyn
Kołodzieje
Krynica
Laskowiec
Milewo
Mroczki
Niewiarowo
Nowa Wieś
Pisanki
Stare Bajki
Szorce
Trzcianne
Wilamówka
Wyszowate
Zajki
Zubole
Zucielec
Weitere Orte der Gemeinde sind Budy, Dobarz, Gugny, Kleszcze, Korczak und Stójka.